# Maria Agresta
Maria Giovanna Agresta (16 de julio de 1978) es una soprano italiana, especialista en repertorio verdiano y pucciniano. 

## Biografía
Maria Agresta nació en Vallo della Lucania, Italia, y se graduó en el Conservatorio de Salerno. Aunque comenzó cantando en la tesitura de mezzosoprano, gracias a los consejos Raina Kabaivanska pudo transitar la cuerda de soprano. Debutó en 2007 pero fue a partir de 2011 cuando empezó a destacar como cantante de ópera cuando canta el papel de Elena de la obra de Verdi Las vísperas sicilianas en el Teatro Regio de Turín bajo la batuta de Gianandrea Noseda.
Agresta es una cantante experimentada en ópera italiana, habiendo interpretados roles verdianos como Violetta en La traviata, Isabel en Don Carlos, Leonora en El trovador o Desdémona en Otelo, así como puccinianos como Mimí en La boheme, Líu en Turandot o los papeles homónimos de Tosca o Sor Angélica. Otro personajes de ópera que ha cantado han sido Doña Eliva en Don Giovanni de Wolfgang Amadeus Mozart, Julia de La vestal de Gaspare Spontini o el rol de Norma en la ópera de Vincenzo Bellini.
Además, también ha cantado ópera en francés como Margarita de Fausto de Charles Gounod o Micaela de Carmen de Georges Bizet.
Maria Agresta ha actuado en los cosos operísticos más importantes del mundo como  Scala de Milán, el Metropolitan de Nueva York, la Ópera de Viena, la Ópera de París, el Teatro Real de Madrid, el Liceo de Barcelona, el Covent Garden de Londres o la Ópera de Zúrich.
Ha recibido numerosos premios como el Premio Abbiati (2014) y fue investida Cavaliere dell’ordine al merito della Repubblica en 2019.